# 保罗·魏因施泰因
保罗·魏因施泰因（德語：Paul Weinstein，1878年4月5日—1964年8月16日），德国男子田径运动员，主攻跳高。他曾代表德国参加1904年夏季奥林匹克运动会田径比赛，获得男子跳高铜牌。